# Banei-Keiba

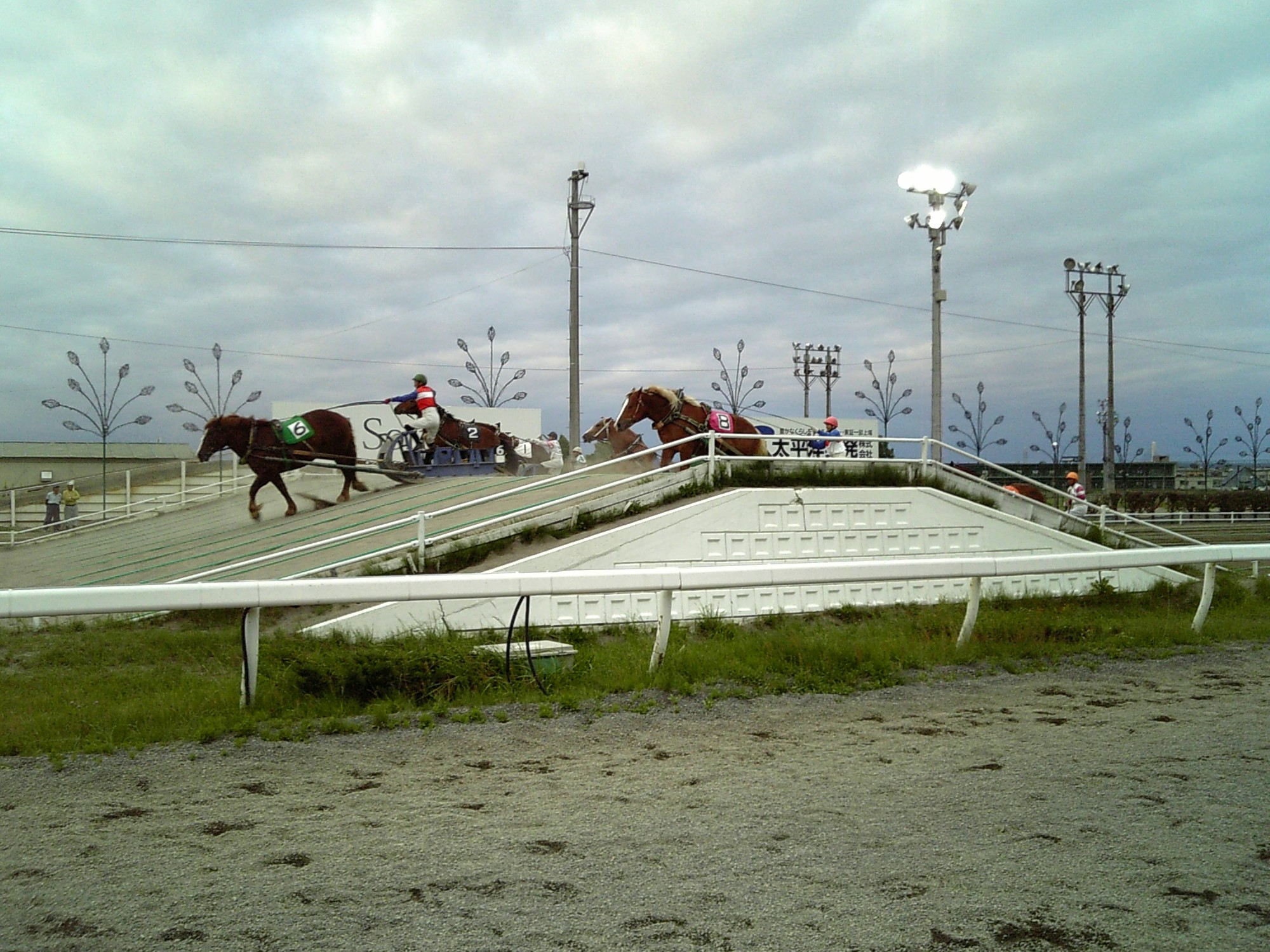
Racebanan i Obihiro, Hokkaido.

Banei-Keiba är en japansk hästsport för tyngre arbetshästar eller kallblodshästar. Sporten går ut på att hästarna drar en tungt lastad släde på en 200 meter lång, rak bana med två bulor. Över 1600 lopp går varje år på enbart 150 dagar och det samlas mellan 2000 och 5000 fans av sporten varje dag som det går ett lopp. Sporten utövas enbart i Hokkaido i norra Japan. 

## Historia
Banei-Keiba utvecklades som sport runt år 1900 i Hokkaido, Japan. Bönderna i området lät sina hästar gå i dragkamp mot varandra under olika festivaler för att mäta vem som hade starkast häst. Hästarna användes i främsta fall för jordbruksarbete i Hokkaido. Sporten utvecklades dock snabbt till en accepterad och laglig sport där hästarna istället fick dra tunga slädar i metall och allt arrangerades som en festival för tyngre arbetshästar. 
Från och med år 1946 arrangerades sporten av de lokala föreningarna och var öppna för allmänheten och man kunde även satsa på vinnaren genom ett bås där speciella biljetter säljs. Sporten spreds inte vidare till resten av Japan utan blev en lokal företeelse i Hokkaido som livnär sig väl på denna sport med upp till 5000 besökare varje dag på banorna. 

## Löpen
Ett lopp börjar alltid med en uppvisning av de hästar som ska löpa. De rids med en jockey på ryggen i en paddock. När hästarna sedan ställs i startboxarna hoppar jockeyn av och står antingen på släden eller springer bakom eller vid sidan om. Slädarna som hästarna drar är gjorda av stål och tillsammans med lasten väger de ca 500 kg.
Banorna är 200 meter långa raka banor med separata spår och två sandkullar som hästarna ska ta sig över. Banorna är täckta med ett 30 cm tjockt lager av mjuk sand för att göra det extra tungt för hästarna att dra. Efter startboxarna kommer den första sandkullen som är ca 1 meter hög och efter ytterligare några meter måste hästarna dra lasten över en kulle som är ca 1,5 meter. Det största loppet kallas "Banei Kinen" och vinstsumman är 5 miljoner Yen (ca 280 000 svenska kronor).

## Bästa jockeys och hästar
Den bästa jockeyn inom sporten är Akihiko Kanayama. Han vann 3299 lopp under sin karriär och kallades Mr Banei. Idag jobbar han som tränare för Baneihästar. 
De största hästarna inom sporten var Kintaro som kördes av Kanayama. Mellan 1977 och 1992 vann han över 32 lopp och sprang in nästan 6,5 miljoner i svenska kronor under sin karriär. Rekordet för flest vunna löp hålls av Super Pegasus som fortfarande tävlar och är upp i 42 vunna löp. 